# بلدرچین برازنده
بلدرچین برازنده (نام علمی: Callipepla douglasii) نام یک گونه از سرده زیباپوش است.